# Pietrificazione

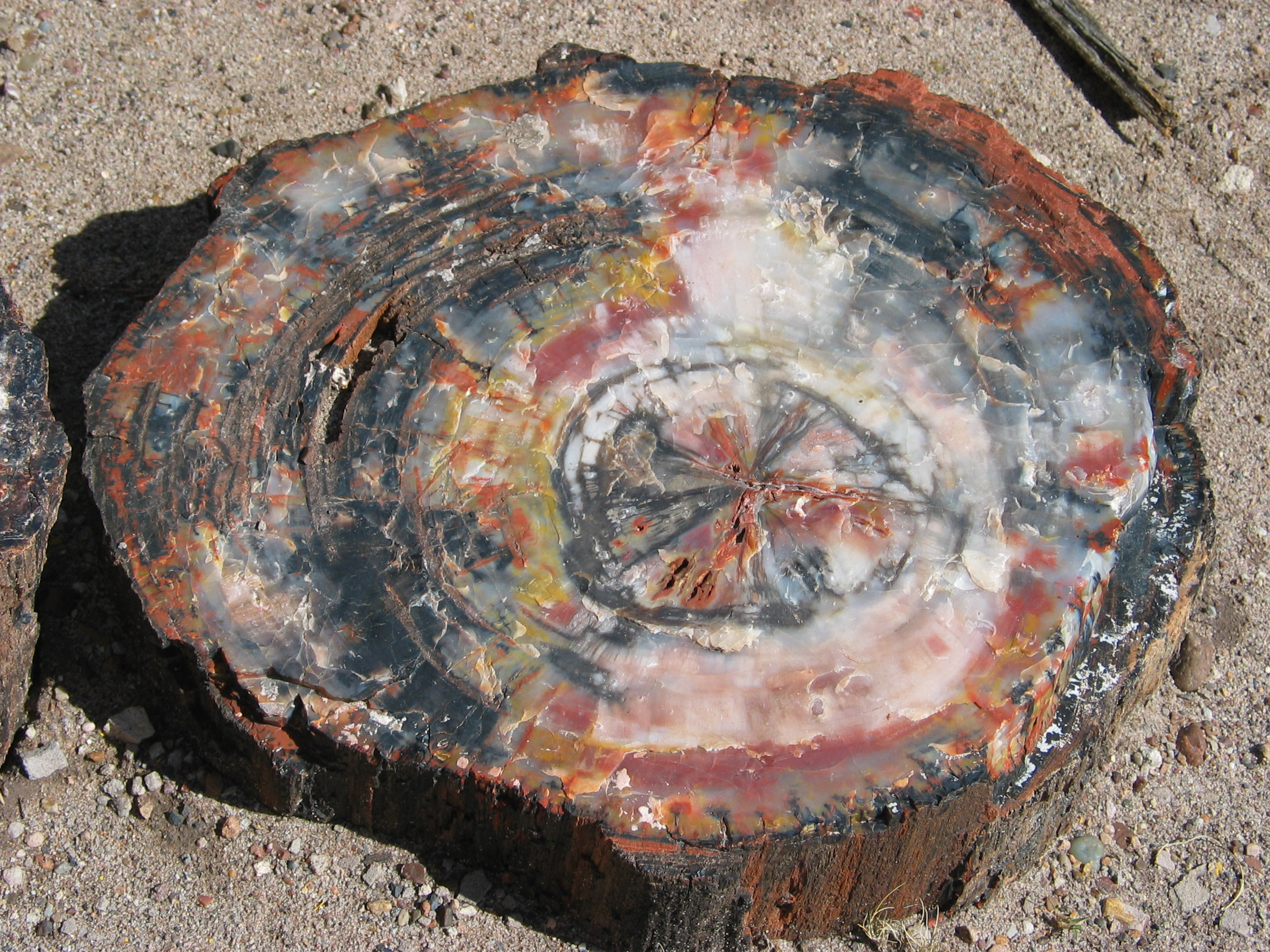
Legno pietrificato

In geologia, la pietrificazione (dal greco antico πέτρα pétra  "roccia, pietra") è il processo mediante il quale il materiale organico diventa un fossile attraverso la sostituzione del materiale originale e il riempimento degli spazi porosi originali con minerali.

## Naturale
Un corpo organico sepolto tra strati geologici perde, attraverso la putrefazione e la decomposizione, materia organica; Ma se gli spazi vuoti vengono riempiti da sostanze minerali disciolte portate dalle acque che permeano il terreno, il corpo o residuo organico sarà stato mineralizzato (pietrificato), trasformandosi in roccia (pietra). Nelle ossa, il loro grado avanzato di fossilizzazione è noto come mineralizzazione, perché sono molto più dense e pesanti rispetto a quando non sono fossilizzate. Il carbonato di calcio è generalmente la sostanza " fossilizzante " più comune. Lo stesso vale per la silice, gli ossidi di ferro e i carbonati; più raramente zolfo, come si riscontra nei molluschi fossili, e in alcuni casi pirite e gesso .
Talvolta la mineralizzazione avviene sostituendo la materia organica originale particella per particella, quasi molecola per molecola. Questo caso è detto permineralizzazione e solitamente la struttura microscopica del corpo viene preservata.

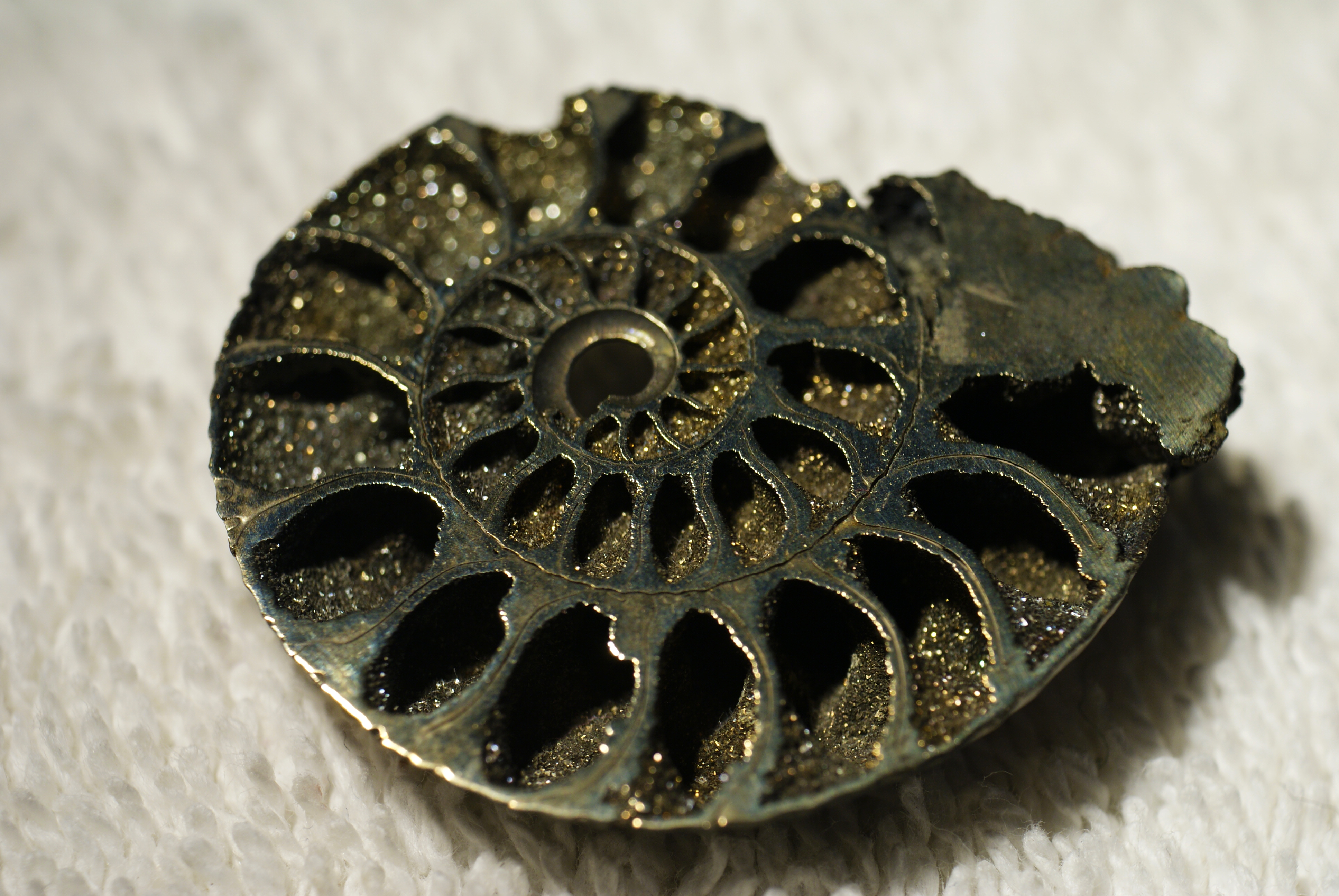
Guscio fossile di ammoniti

Nel caso di sedimenti che si trasformano in rocce consolidate si usa il termine litificazione e la zona in cui avviene è detta diagenesi.

## Artificiale
Gli scienziati tentarono di pietrificare artificialmente gli organismi già nel XVIII secolo, quando Girolamo Segato affermò di aver presumibilmente "pietrificato" resti umani. I suoi metodi andarono perduti, ma la maggior parte dei suoi "pezzi" è esposta al Museo del Dipartimento di Anatomia di Firenze, in Italia.
Paolo Gorini successivamente effettuò numerosi tentativi di pietrificazione di tessuti organici.